# 룸펠슈틸츠헨

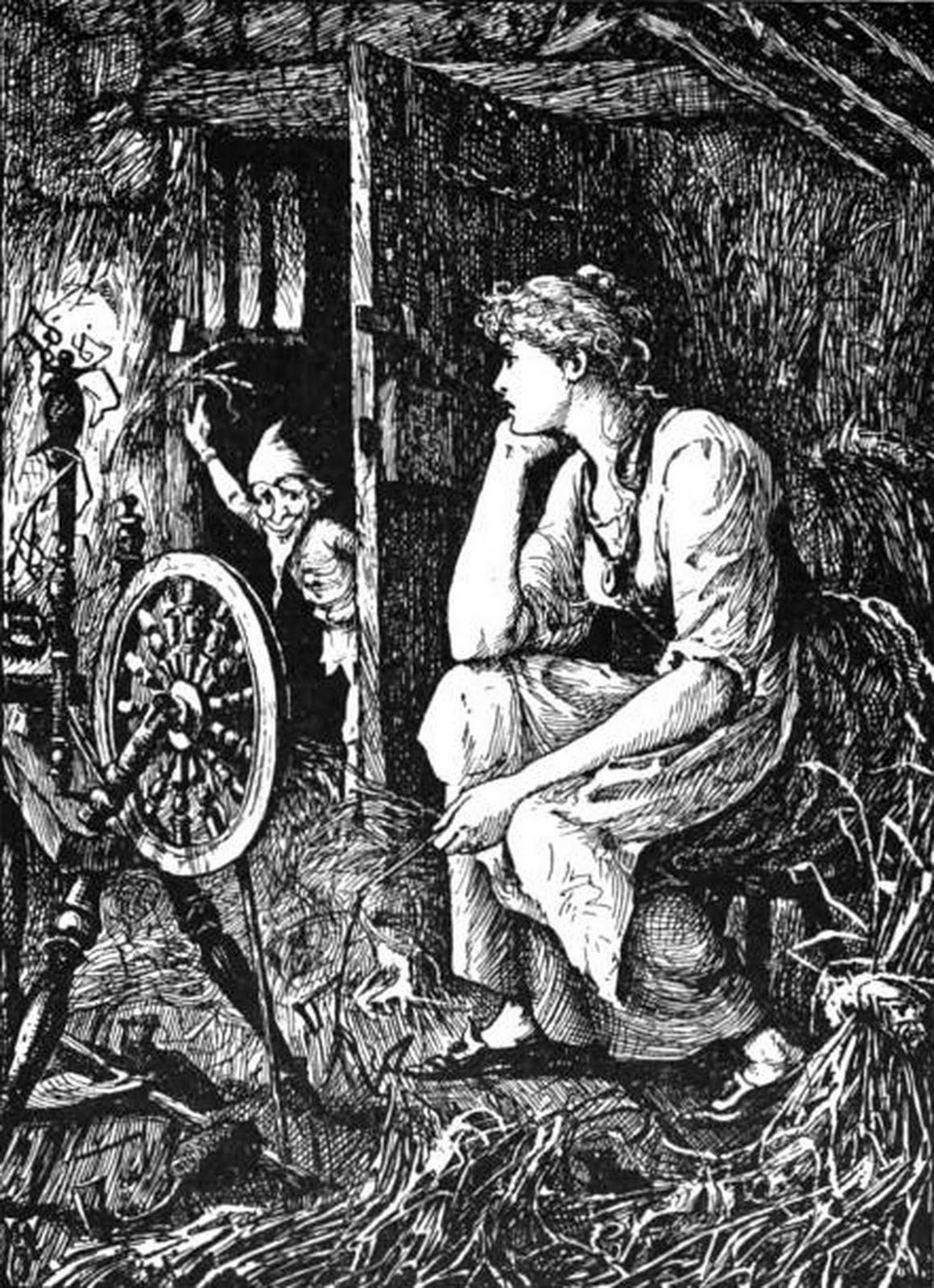
룸펠슈틸츠헨

룸펠슈틸츠헨(독일어: Rumpelstilzchen)은 독일 민화에 나오는 난쟁이로, 이 난쟁이의 이야기는 그림 동화에도 수록되어 있다.

## 줄거리
옛날 한 방앗간 주인이 자신의 딸은 짚을 물레로 자으면 황금으로 바꿀 수 있다고 거짓말을 했다. 그 근처를 지나던 황금을 좋아하는 왕은 그 말이 사실인지 시험해 보기로 하고 방앗간 주인의 딸을 왕궁으로 데려왔다. 딸에게 방안 가득한 짚과 물레를 준 왕은 사흘 후 아침까지 짚을 황금으로 바꾸지 못하면 살려두지 않겠다고 말했다. 시름에 빠진 딸 앞에 난쟁이가 나타나 짚을 황금으로 만들어줄 테니 대가를 달라고 말했다. 딸은 난쟁이에게 첫째날은 목걸이를, 둘째날은 반지를 주었고 난쟁이는 방안 가득했던 짚을 황금으로 만들어 주었다. 왕은 황금을 보고 몹시 기뻐하며 마지막 하루도 성공하면 딸을 왕비로 삼겠다고 말했다. 그날 밤에도 난쟁이는 딸을 찾아왔지만 딸은 더 이상 줄 것이 없었다. 난쟁이는 왕비가 되어서 낳은 첫 아기를 달라고 요구했고 딸은 결국 그 제의를 받아들였다. 다음날 왕은 이번에도 황금이 있는 것을 보고 약속대로 딸과 결혼했다. 1년 후, 왕비가 된 딸은 아기를 낳았고 난쟁이가 약속했던 아이를 받으러 찾아왔다. 왕비는 아기를 데려가지 말라고 사정했고 난쟁이는 사흘 내에 자신의 이름을 맞추면 아이를 데려가지 않겠다고 말했다. 왕비는 자신이 아는 모든 이름을 말해보았고, 신하를 시켜 나라 안의 희귀한 이름도 찾게 시켰지만 난쟁이의 이름을 맞출 수가 없었다. 사흘째 되는 날, 왕비의 신하는 숲에서 이상한 노래를 부르는 난쟁이를 발견했다고 보고했다. 그 난쟁이가 부르고 있었던 노래는 그의 이름 룸펠슈틸츠헨이었다. 마지막으로 아기를 데리러 온 난쟁이에게 왕비는 그의 이름이 룸펠슈틸츠헨이라는 것을 맞추고 분노한 난쟁이는 자신의 몸을 두동강내 버렸다. 이름을 알아맞히면, 그 이름의 본인이 파멸한다는 사상은 아직도 퍼져 있다.